# Акимов Яр
Акимов Яр (укр. Якимів Яр) — село, относится к Ширяевскому району Одесской области Украины.
Почтовый индекс — 66833. Телефонный код — 4858. Занимает площадь 0,67 км². Код КОАТУУ — 5125485607.

## Население
Население по переписи 2001 года составляло 66 человек.
К 2024 году село оказалось на грани вымирания. Жилых осталось 5 домов. Остальные дома либо разрушены, либо стоят пустыми много лет. В селе отсутствует магазин, медицинское обслуживание, водопровод. Автолавка не заезжает в село по причине нерентабельности.

### Языковой состав
Родной язык населения по данным переписи 2001 года:
| Язык       | Численность, чел. | Доля     |
| ---------- | ----------------- | -------- |
| Украинский | 62                | 93,94 %  |
| Русский    | 2                 | 3,03 %   |
| Молдавский | 2                 | 3,03 %   |
| Итого      | 66                | 100,00 % |

## Местный совет
66833, Одесская обл., Ширяевский р-н, с. Старые Маяки, ул. Центральная, 2